# Young Dolph
Young Dolph, pseudonimo di Adolph Robert Thornton Jr. (Chicago, 27 luglio 1985 – Memphis, 17 novembre 2021), è stato un rapper statunitense.

## Biografia
Nato a Chicago, Young Dolph ha iniziato ad acquisire popolarità per mezzo della sua partecipazione in Cut It di O.T. Genasis, che si è fermato al 35º posto nella Hot 100 nazionale e che ha ottenuto il doppio platino dalla Recording Industry Association of America, oltre a ricevere una nomination ai BET Hip Hop Awards. Ha successivamente piazzato otto progetti all'interno della top fifty della Billboard 200, di cui tre in top ten; collezionando undici dischi d'oro e sette di platino dalla RIAA per oltre 12,5 milioni unità complessive certificate.
La sua prima tournée Royalty Tour, costituita da 17 date e avviatasi nell'agosto 2016, ha promosso il mixtape King of Memphis e il primo album in studio King of Memphis. Il No Rules Tour, congiunto con Key Glock, è stato intrapreso nelle prime settimane del 2020 con il fine di accompagnare il mixtape collaborativo Dum and Dummer, oro per le 500 000 unità accumulate; il sequel del progetto ha valso ai due artisti una candidatura per il BET Award al miglior gruppo.
Il 17 novembre 2021 è morto in un negozio di Memphis dopo essere stato coinvolto in una sparatoria. Secondo documenti di tribunale emersi circa tre anni più tardi, il fratello di Yo Gotti, Big Jook, avrebbe messo prima del suo omicidio una taglia di 100000 $ su di lui, come anche a molti altri rapper della sua fazione, tra cui Key Glock, a cui la ricompensa ammontava però a cifre minori. Jook è stato successivamente ucciso, probabilmente per vendicare la morte di Dolph, in una sparatoria fuori da un ristorante di Memphis nel gennaio 2024, mentre un altro uomo insieme a lui è stato gravemente ferito.

## Discografia

### Album in studio
- 2016 – King of Memphis
- 2017 – Bulletproof
- 2017 – Thinking Out Loud
- 2018 – Role Model
- 2020 – Rich Slave
- 2021 – Dum and Dummer 2 (con Key Glock)
- 2022 – Paper Route Frank

### EP
- 2017 – Tracking Numbers (con Berner)
- 2018 – Niggas Get Shot Everyday

### Mixtape
- 2010 – Welcome 2 Dolph World
- 2011 – High Class Street Music
- 2011 – High Class Street Music 2: Hustler's Paradise
- 2012 – A Time 2 Kill
- 2012 – Blue Magic
- 2013 – East Atlanta Memphis (con Gucci Mane)
- 2013 – High Class Street Music 3: Trappin' Out a Mansion
- 2013 – South Memphis Kingpin
- 2014 – Cross Country Trappin
- 2014 – High Class Street Music 4: American Gangster
- 2015 – High Class Street Music 5: The Plug Best Friend
- 2015 – Felix Brothers (con Gucci Mane e Peewee Longway)
- 2015 – 16 Zips
- 2015 – Shittin on the Industry
- 2016 – Bosses & Shooters
- 2016 – Rich Crack Baby
- 2017 – Gelato
- 2019 – Dum and Dummer (con Key Glock)

### Raccolte
- 2021 – Paper Route Illuminati (con Paper Route Empire)

### Singoli
- 2014 – Roll Up (con TMack e MJG)
- 2015 – Exotic (con Jordan Jordan)
- 2015 – Gucci Purse (con BT)
- 2015 – Takeover (con D Boy Fresh e Don Trip)
- 2015 – Bitch I Got It (con Fresh Porter e RedHead)
- 2016 – Get Paid
- 2016 – Aight (con Johnny Cinco)
- 2017 – Bagg (con Lil Yachty)
- 2017 – Left da Bank (con Zaytoven)
- 2019 – Crashin' Out
- 2019 – Baby Joker (con Key Glock)
- 2019 – Drip like Dis (con Bankroll Freddie e Lil Baby)
- 2019 – Tric or Treat
- 2019 – I Got Strong (con Project Pat, K-Bird e Black Static Blue Flame)
- 2020 – Tatted (con DJ E-Feezy)
- 2020 – Sunshine
- 2020 – RNB (feat. Megan Thee Stallion)
- 2020 – Blue Diamonds
- 2020 – Trap (con HollyHood Bay Bay e Trapboy Freddy)
- 2021 – Case Closed (con Key Glock)
- 2021 – Breezy (con That Girl Lay Lay)
- 2021 – Whole Lotta (con Money Man)
- 2021 – Nothing to Me (con Snupe Bandz e PaperRoute Woo)
- 2022 – Hall of Fame
- 2022 – Get Away
- 2022 – Old Ways
- 2024 – Kill for This Shit (con Gordo)
- 2024 – Really (con Lucry & Suena e Bonez MC)
- 2024 – Fun (con Big Moochie Grape)